# Вулиця Симиренківська (Черкаси)
Вулиця Симире́нківська — вулиця в Черкасах.

## Розташування
Вулиця починається від вулиця Чигиринської і простягається на південний захід, перетинаючи вулицю Гетьмана Сагайдачного і впираючись у проспект Хіміків.

## Опис
Ділянка вулиці до Гетьмана Сагайдачного вузька, частина її призначена для одностороннього руху. Друга ділянка широка, є частиною транзитного шляху міста, має по дві смуги руху в кожен бік. Перша ділянка має приватну забудову праворуч (також ліворуч до вулиці Надпільної) та багатоповерхову ліворуч. Друга ділянка проходить через територію колишніх яблуневих садів. В кінці праворуч розташовані дачні ділянки черкащан.

## Походження назви
До 1967 року вулиця називалась Польовою. Після приєднання провулку Польового перейменована на честь Григорія Рябоконя. 22 лютого 2016 року вулиця була перейменована в сучасну назву.